# مقاطعة واشنطن (لويزيانا)
مقاطعة واشنطن (بالإنجليزية: Washington Parish, Louisiana)‏ هي إحدى مقاطعات ولاية لويزيانا في الولايات المتحدة. تأسست سنة 1819، وتبلغ مساحتها 1751 كم2، بلغ عدد سكانها 47168 نسمة في عام 2010 حسب إحصاء مكتب تعداد الولايات المتحدة وتصل الكثافة السكانية فيها 27 نسمة/كم2.

## وصلات خارجية
- United States Counties